# Oospila agnetaforslundae
Oospila agnetaforslundae es una especie de polilla de reciente descubrimiento, perteneciente a la familia Geometridae, descrita en 2018, con distribución en Costa Rica. Pertenece a un grupo de especies que lleva el nombre de Oospila flavilimes.
Es una polilla verde claro con un borde amarillo ancho en la costa del ala anterior y una línea marginal amarilla recta. Los puntos discales en el ala posterior son amarillos, en forma de coma, muy similar a O. permagna las cuales probablemente sean sinónimos.
El nombre de la especie debe a la naturista sueca Agneta Forslund, cuyo trabajo se enfocó en apoyo al Área de conservación Guanacaste.